# Sarconesia roraima
Sarconesia roraima är en tvåvingeart som först beskrevs av Townsend 1935.  Sarconesia roraima ingår i släktet Sarconesia och familjen spyflugor.
Artens utbredningsområde är Guyana. Inga underarter finns listade i Catalogue of Life.